# Coupe nordique de rugby à XV
La Coupe nordique de rugby à XV est une compétition de rugby à XV disputée entre les champions de Norvège, de Finlande, de Suède et du Danemark pendant trois saisons. Elle fait partie des championnats régionaux organisés dans le cadre de la Coupe d'Europe des clubs amateurs.

## Historique
La première édition voit la participation des clubs suivants : Bergen RC pour la Norvège, Frederikberg pour le Danemark et les Stockholm Exiles pour la Suède[réf. nécessaire].

## Palmarès
- 2007 : Stockholm Exiles (Suède)
- 2008 : Enköpings (Suède)[2]
- 2009 : Oslo (Norvège)[2]